# Lanzas grottsalamander
Lanzas grottsalamander (Salamandra lanzai) är ett groddjur i familjen salamandrar.

## Utseende
Lanzas grottsalamander är mycket lik den nära släktingen alpsalamander, som den tidigare betraktades som en underart till. Den är dock något större; som mest kan den bli upp till 16 cm lång, den har en mera avrundad svansspets och saknar parotidkörtlar. Färgen är vanligtvis helsvart utan mönster. Trots att den inte lever i vatten har fötterna simhudsliknande hudveck.

## Vanor
Arten lever i klippig bergsterräng som alpängar och bergssluttningar, oftast ovan trädgränsen och nära rinnande vatten. På lägre nivåer återfinns den i barr- och blandskog. Den lever främst på höjder mellan 1 200 och 2 600 meter, även om det finns obekräftade uppgifter om att den skall ha iakttagits på 2 800 meters höjd. Födan består av allehanda ryggradslösa djur. Lanzas grottsalamander är aktiv mellan början av maj till oktober och framför allt nattetid, även om kraftiga regn kan få den att visa sig även under dagen. Under resten av dygnet gömmer den sig under stenar, i klippskrevor och dylikt. Arten är långlivad, och kan bli åtminstone 20 år gammal.

### Fortplantning
Litet är känt om artens fortplantning, men det förefaller som om den skulle para sig under sensommaren. Dräktigheten varar åtminstone 2 år, varefter honan föder 1 till 6 välutvecklade ungar.

## Utbredning
Arten finns i ett begränsat område i de västra alperna i sydöstra Frankrike och nordvästra Italien.

## Status
Lanzas grottsalamander är klassad som sårbar ("VU", underklassning "D2") på grund av det begränsade utbredningsområdet och populationen, men beståndet anses vara stabilt.